# Gérald Merceron
Gérald Merceron (Cognac, 25 febbraio 1975) è un ex rugbista a 15 e allenatore di rugby a 15 francese, già apertura del Montferrand e della Nazionale francese.

## Biografia
Ha speso gran parte della sua carriera professionistica nel Montferrand, club con il quale ha vinto una Coppa di Francia e un'European Challenge Cup.
Giunto al Tolone nel 1993 insieme a suo fratello David, rimase nel club tre stagioni prima di trasferirsi al Montferrand, suo club per quasi un decennio.
Esordì in Nazionale nel corso dei test estivi del 1999, contro la Romania, e prese parte a tutti i tornei del Sei Nazioni dal 2000 al 2004, vincendo quest'ultimo e quello del 2002, entrambi con il Grande Slam.
Presente alla Coppa del Mondo di rugby 2003 in Australia con sei incontri, giunse fino alla finale per il 3º posto, poi persa, contro la Nuova Zelanda, che fu anche il suo ultimo incontro internazionale.
Nel corso del Sei Nazioni 2002 fu il miglior marcatore del torneo, con 80 punti (nell'ordine, 23 contro l'Italia, 19 contro il Galles, 15 contro l'Inghilterra, 7 contro la Scozia e 16 contro l'Irlanda).
Dopo un triennio in Pro D2 a La Rochelle (con 309 punti marcati in 84 incontri) Merceron ha smesso l'attività agonistica nel giugno 2008.
Da tale data allena i tre quarti del Rochefort (Charente Marittima) e nella stagione 2009-10 è saltuariamente ricomparso in campo per rinforzare la squadra.

## Palmarès
- Coppe di Francia: 1
Montferrand: 2000-01
- Challenge Cup: 1
Montferrand: 1998-99